# Маркус Фухс (вершник)
Маркус Фухс (23 червня 1955) — швейцарський вершник.
Срібний призер Олімпійських Ігор 2000 року в командному конкурі, учасник 1988, 1992, 1996, 2004 років.